# Cosmarium pseudoexiguum
Cosmarium pseudoexiguum  là một loài Song tinh tảo trong họ Desmidiaceae, thuộc chi Cosmarium.